# Proof-of-stake
Proof-of-stake (PoS) (від англ. proof of stake, дослівно: «підтвердження частки») — метод захисту в криптовалютах, заснований на необхідності доказу зберігання певної кількості коштів на рахунку. При використанні цього методу усім охочим потрібно обумовленим засобом депонувати на рахунку деяку кількість коштів. Імовірність отримання права на створення чергового блоку і на відповідну винагороду розраховується як відношення розміру депозиту до загальної суми усіх депозитів. Метод був запропонований в 2011.
Цей метод побудови блокчейну є альтернативою методу «Proof-of-work» (PoW, доказ виконаної роботи), в якому ймовірність створення нового блоку пропорційна до розміру обчислювальної потужності майнера.
Спільно обидва методи — PoW і PoS — використовуються досить рідко, наприклад, в криптовалютах EmerCoin, NovaCoin, YaCoin. У криптовалютах Peercoin і Reddcoin метод PoW використовується для початкового розподілу монет, а PoS — для підтвердження блоків. У криптоплатформі Nxt і BlackCoin метод PoS використовується на всіх етапах.
Аргументи, що вказують на спроможність методу:
- для проведення атаки 51 % потрібно багато коштів. Нападнику буде просто дорого виконати атаку;
- якщо у нападника знайдеться багато коштів, він сам постраждає від атаки, бо це порушить стійкість криптовалюти.

Аргументи, що викликають побоювання:
- PoS дає додаткову мотивацію до накопичення коштів в одних руках, що може негативно позначитися на децентралізації мережі[4];
- якщо утвориться невелика група, яка зосередить у себе досить великі кошти, вона зможе нав'язувати свої умови функціонування криптовалюти, з яким будуть незгодні більшість міноритаріїв, які не контролюють процесинг.

## Опис
У блокчейнах PoS транзакції перевіряються вузлами з певною кількістю задепонованих токенів. Оскільки мінімальна сума зазвичай робиться навмисно високою, щоб забезпечити присутність лише технічно спроможних виконавців (валідаторів), дрібні суми користувачі можуть делегувати в обмін на частку винагороди, яку валідатори отримують за свою роботу. При цьому фактичні кошти залишаються на рахунку делегатора, бо для розрахунку неважливо, де саме зберігаються кошти, має значення лише їх розмір та блокування від вільного використання.
Певні ризики притаманні централізованому стейкингу, головним з яких є ризик відсутності контролю над приватними ключами, а отже, передачі контролю над коштами делегатора біржі. У цьому сенсі децентралізований стейкинг безпечніший, оскільки делегатор зберігаєте контроль над своїми особистими ключами. З огляду на це, децентралізований стейкинг також не є повністю безпечним, оскільки деякі валідатори можуть нехтувати своїми обов'язками, що може призвести до штрафів. Ось чому надзвичайно важливо переконатися, що обраний постачальник ставок несе відповідальність.
Валідатор зазвичай є організацією або особою, яка керує одним або кількома вузлами в певному блокчейні. Ці вузли мають частку коштів, яка дає їм право підтверджувати транзакції, звідси й назва. Вони отримують нагороду токенами блокчейну в обмін на свою роботу. Цей процес філософськи подібний до майнінгу в блокчейнах PoW, але він набагато більш енергоефективний. Як правило, блокчейни PoS споживають приблизно на 99 % менше енергії, ніж аналогічні ланцюги PoW.